# ガールズバンド

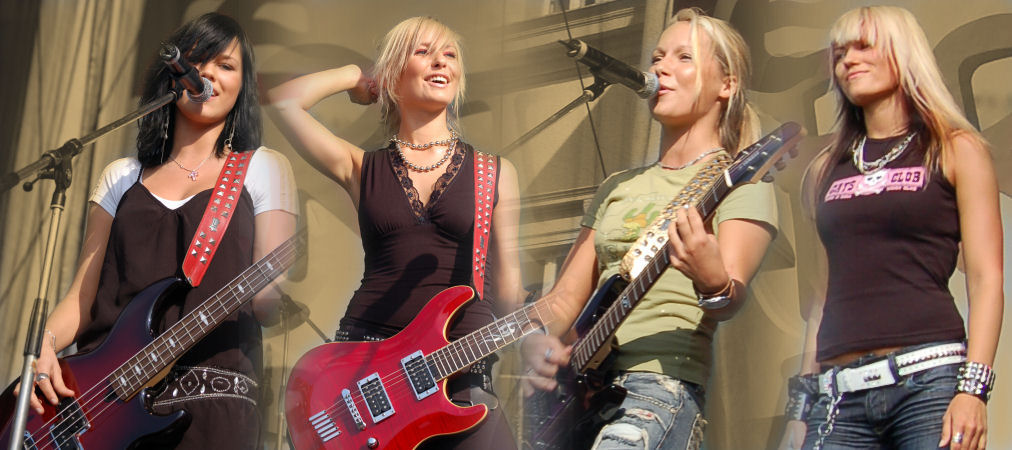
エストニアのガールズ・バンド、バニラ・ニンジャ。

ガールズバンド（girls band、英語: All-female band）とは、女性だけで構成されているバンドのことである。楽器を演奏しない歌だけのガール・グループとは区別される。ガールズ・バンドとも表記され、また女子バンド、フィメール・グループ、ギャルバンとも呼ばれる。

## 呼称
日本では、プリンセス プリンセスのようにオーディションでメンバーが選ばれたバンドや、初期のZONEのように楽器を持っているだけで演奏していないユニットのことをガール・グループとの差別化を図るためにガールズバンドと呼ぶ場合もあった。一方でアイドルっぽさやポップさを基調にしていない、技術や音楽性を重視するバンドの事を特に「ガールズロックバンド」と呼ぶこともある。
日本のガールズバンドは、「ガール」を「ギャル」と俗称し、「ギャルバン」と略称されることもある。

## 歴史

### 北アメリカ
アメリカ合衆国における初期のガールズバンドとしては、1950年代の「International Sweethearts of Rhythm」が挙げられる。彼女らは第二次世界大戦の時期に最大17人を誇るビッグバンドとして名を馳せ、現在でもその名を残している。その後は1960年代のガレージロック・ブームに多くの女性バンドが登場した。中には、女性ロックミュージシャンの草分け的存在であるスージー・クアトロが在籍していたガールズバンド「プレジャー・シーカーズ」、ビルボードホット100のトップ40入りを果たし、ガールズバンドとして最初に商業的成功をした「ファニー」などがいる。
1975年、近年のガールズロック・スタイルの元祖ともいえるバンド「ザ・ランナウェイズ」が結成される。
1978年には「Go-Go's」が、1981年には「バングルス」が結成される。
ガールズメタルの分野では、1980年に「ヴィクセン」が登場。
パンクにおいては、1990年代初頭にフェミニズムと結びつきライオット・ガールと呼ばれるムーブメントに発展した。

### ヨーロッパ
1975年、イギリスにて「Painted Lady」が発足し、1978年にガールズメタルの草分け的存在「ガールスクール」へと発展。
2002年、エストニアで「バニラニンジャ」が結成。

### 日本
1970年代に日本ではメンバーが女性だけのガールズバンドが結成されはじめる。詳細は後述。

## 日本のガールズバンド
日本においては本格的なガール・ロック・バンドとしては1977年にメジャーデビューしたガールズが最初のものであるとされるが1968年メジャーデビューのピンキー・チックスが日本初のガールズバンドである。その後、ZELDA、水玉消防団、タンゴ・ヨーロッパなどによりガールズ・バンドのステイタスが確立されていった。
1981年に結成された少年ナイフは1980年代に海外進出を果たし高い評価を受けた。1985年にはSHOW-YA、1986年にはプリンセス プリンセスがメジャーデビューし、ガールズバンドブームを起こす。1988年にはGO-BANG'Sがメジャーデビュー。1989年からTBSテレビで放送された三宅裕司のいかすバンド天国にも、PINK SAPPHIRE、NORMA JEAN、THE NEWS、マサ子さん等のガールズバンドが出場した。1991年には女性版B'zのようなハードロックデュオとして、ビーイングからKIX-SやMANISHがデビューした。1994年にはミクスチャー・ロックバンドSuper Junky Monkeyがデビューし、日本よりもアメリカで評価された。

1997年にはガールズバンド専門レーベル「ベンテン・レーベル」が設立され、ロリータ18号、つしまみれ等が所属する。1990年代は少年ナイフ、チボ・マット、Buffalo Daughter等のガールズバンドは日本国外で高評価を受けた。
2000年代前半には、THE★SCANTY、Whiteberry、ZONE等が活動していた。特にZONEはもともと「演奏するふりをしながら踊る」というグループであったが、3枚目のシングル「secret base 〜君がくれたもの〜」より実際にメンバーが演奏するようになり、アイドル性も兼ね備えたガールズバンドを意味する「バンドル」としての地位を確立。同作から解散後に発売されたベストアルバム『E 〜Complete A side Singles〜』までの全てのCDでオリコンチャート10位以内を記録した。2005年には中ノ森BANDがデビューし、「Oh My Darlin'」で第47回日本レコード大賞新人賞、「Fly High」で第48回日本レコード大賞金賞を受賞するも、2008年に解散する。
またこの頃、チャットモンチー、SCANDALなど後のガールズバンドブームをけん引するバンドが結成された。2000年結成のチャットモンチーは2008年にはガールズバンド史上最速のメジャーデビューから2年4か月での日本武道館2days公演『チャットモンチーのすごい2日間 in 日本武道館』を開催。2006年結成のSCANDALは2008年にメジャーデビューし、第51回日本レコード大賞新人賞を受賞する。2012年にはガールズバンド史上最速の結成から5年7か月での日本武道館公演『SCANDAL JAPAN TITLE MATCH LIVE 2012 -SCANDAL vs BUDOKAN-』を開催。
2010年代にはSCANDALやアニメ『けいおん!』の影響でガールズバンドブームが再来チャットモンチー、SCANDALを筆頭に、赤い公園、ねごと、FLiP、LoVendoЯ、tricot、Chelsy、がんばれ!Victory、Poppin'Party、SILENT SIREN（旧：Silent Siren）、SHISHAMO等様々な音楽性のガールズバンドが活躍する。特にSilent Sirenは、『Silent Siren Live Tour 2014→2015冬 〜武道館へ GO! サイレン GO!〜』のファイナルとして、メジャーデビューから2年2か月での日本武道館公演を行う。Poppin'Partyも、『BanG Dream! 4th☆LIVE Miracle PARTY 2017! at 日本武道館』として、ガールズバンド史上最速のメジャーデビューから1年6か月での日本武道館公演を行った。なお、Poppin'Partyが初の武道館公演を行う以前は、SILENT SIRENが最速だった。2019年には、SILENT SIRENとPoppin'Partyが共に初のドーム公演となる対バンライブをメットライフドームにて行われた。
また、SCANDALは2010年から2015年まで年1回、女子中高生のみ、あるいは女子高生が所属する男女混成バンド限定の『コピーバンド・ヴォーカリストコンテスト』を開催、決勝進出者のうちたんこぶちん、KANIKAPILAは後にメジャーデビューした。その後もかつてメンバーが通っていたダンス&ヴォーカルスクールからGIRLFRIENDがメジャーデビューを果たすなど、SCANDALはガールズバンドシーンの拡大に大きな影響を与えたバンドとなっている。また、この時期にはアイドルとバンドの接近も進み、SILENT SIRENやLoVendoЯなどTOKYO IDOL FESTIVALに出場したガールズバンドもある。
一方でCyntia、Mary's BloodなどHR/HMを専門とするガールズバンドは「ガールズメタル」または「嬢メタル」とも呼ばれる新たなジャンルを形成しており、海外のHR/HM界には見られない日本独自のスタイルとして成長。特にBAND-MAIDはメイド服を着用してハードロックを演奏するというギャップが話題となり、主に海外において高い評価を受けている。また2018年にはLOVEBITESが、日本のガールズバンドとしては初めて欧州最大級のメタルフェス「ヴァッケン・オープン・エア 2018」への出演を果たした。

## ガールズバンドという呼び方への否定的な意見
以下のように、性別でバンドを括ることについて否定的な考えを持つ人たちも存在している。
- BRATSは、インタビューにおいて「ガールズバンドという言葉で括られたくない」「ガールズバンドというルックスを中心に見られるような、それで判断されるようなバンドにはなりたくない」「ガールズバンドと普通のバンドと何が違うのかわからない。バンドはバンドなのになんで男か女かで区別されなければいけないの」「性別で見方を変えているのはちょっと違うと思う」「普通に"ロックバンド"でいいと思う」と発言している[19]。
- LOVEBITESは、インタビューにおいて「なんだよ、ガールズ・メタル・バンドっていうジャンルって」「"女性ヴォーカルのバンドなんだ？日本人なんだ？"くらいに思ってもらえればいい」「"ガールズ"っていうのを排除したい」と発言している[20]。

## ガールズバンド関連の作品

### テレビ番組

#### レギュラー
- 『ロッカーに何、入れる?』（2019年 - 2020年、TOKYO MX→GYAO!） - 秋元康のプロデュースする大規模ガールズバンド「ザ・コインロッカーズ」の冠番組。

#### 特別・特集
- 『MUSIC JAPAN』「ガールズバンド特集」（2014年4月28日、NHK総合）[21]
- 『Rの法則』「バンド大好き!軽音女子の魅力」（2018年1月24日、NHK Eテレ）[22][23]
- 『マツコの知らない世界』「ガールズバンドの世界」（2021年7月6日、TBSテレビ）[24]
- 『ミュージックジェネレーション 2時間SP』「文化祭で女子たちがコピーしてたバンドソング編」（2024年4月25日、フジテレビ）[25]
- 『EIGHT-JAM』（2024年5月26日、テレビ朝日） - アニソンの特集を行い、ガールズバンドアニメを取り上げた[26][27]。
- 『ANIME MANGA EXPLOSION』「Girl Band Anime」（2024年7月28日、NHKワールド JAPAN）[28]
- 『芸能人格付けチェック 秋の3時間スペシャル』（2024年10月1日、ABCテレビ・テレビ朝日系） - ベテランガールズバンドと小学生ガールズバンドの演奏の聴き比べが行なわれた[29]。
  - 『芸能人格付けチェックBASIC 春の3時間スペシャル』（2025年3月22日、ABCテレビ・テレビ朝日系） - プロのミュージシャンと小学生ガールズバンドの演奏の聴き比べが行なわれた[30]。

### ミュージカル・舞台
- 『イカれた主婦』（アメリカ: 1986年、日本: 1988年[31]） - パンクバンドをテーマとするミュージカル[31]。
  - 『イカれた主婦2』（日本: 1991年[31]）
- 『輝け!主婦バンドFOUR RIVERS スモーク・オン・ザ・ウォーター2009』（2009年） - 原作は五十嵐貴久作の小説『1995年のスモーク・オン・ザ・ウォーター』。
- 『LIVE STAGE『ぼっち・ざ・ろっく！』』（2023年〜） - 原作ははまじあき作のきらら系4コマ漫画『ぼっち・ざ・ろっく!』
- 『舞台「ささやくように恋を唄う」』（2024年） - 原作は竹嶋えく作の漫画『ささやくように恋を唄う』

### 実写および実写化された作品
- 『Ladies and Gentlemen, The Fabulous Stains』[32]（1982年、パラマウント・ピクチャーズ配給） - アメリカ合衆国のガールズパンクバンド映画。
- 『イカれた主婦の反乱』（1991年4月26日、フジテレビ） - 2時間ドラマ枠「金曜ドラマシアター」にて放映。夫に不満の妻たちが日ごろのうっぷん晴らしにロックバンドを結成する。
- 『プッシーキャッツ』（2001年、ユニバーサル・ピクチャーズ他配給）[32] - アメリカ合衆国のガールズロックバンド映画。
- 『リンダリンダリンダ』[33]（2005年、ビターズ・エンド） - 日本映画。
- 『プレイ・フォー・ラケンロゥル』（2003年、MAC Releasing配給、日本未公開） - ジーナ・ガーションが主演したアメリカ合衆国のガールズパンクロック映画
- 『パセリ』（2007年、独立UHF系） - 日本のテレビドラマ。
- 『ウタヒメ 彼女たちのスモーク・オン・ザ・ウォーター』（2012年、東京テアトル配給） - ガールズロックバンド映画。原作は五十嵐貴久作の小説『1995年のスモーク・オン・ザ・ウォーター』（富樫じゅん作画のコミック版もあり）。
- 『ランナウェイズ』[34]（米国: 2010年、Apparition配給、日本: 2011年、クロックワークス配給） - アメリカ合衆国の映画。ガールズロックバンド「ザ・ランナウェイズ」の伝記映画。
- 『 絶叫パンクス レディパーツ!（英語版）』[35]（2021年、ワーキング・タイトル・フィルムズ） - イギリスのパンクロックドラマ。

### アニメおよびアニメ化された作品
- 『おジャ魔女どれみ#』第13話「どれみ、お嫁さんになる?」（2000年4月） - ガールズバンドアニメではなく魔女っ子アニメであるが、アイドルコンサートにおいて主人公らがバックバンドの代役を務める[36]。
- 『涼宮ハルヒの憂鬱』「ライブアライブ」（2006年春） - ガールズバンドアニメではなく男主人公の学園物であるが、文化祭においてヒロインらが学生ガールズバンド「ENOZ」の代役を務める。この回は近年のガールズバンドアニメの起点になったとも言われている[37]。
- 『がくえんゆーとぴあ まなびストレート!』（2007年冬） - 学園祭をテーマとしたオリジナルアニメであり、学園祭の中でガールズバンドが登場する。
- 『けいおん!』[38]（第1期：2009年春、第2期：2010年春夏） - かきふらい作のきらら系4コマ漫画および同作を原作とするきらら系アニメ作品。舞台は高校の軽音部であり、そこで結成されたガールズバンド「放課後ティータイム」を主役としている。上記するように2010年代のガールズバンドブームの火付け役ともなった[9]。担当声優らによる同名バンドも2009年から2012年初頭にかけて活動した。
- 『Angel Beats!』（2010年春） - オリジナルテレビアニメ。ガールズバンド「Girls Dead Monster」（ガルデモ）が登場する。
- 『それでも町は廻っている』（2010年秋） - メイド喫茶物を中心とするコメディの漫画作品およびそのアニメ。作中でメイド服バンド「メイズ」を結成する[39]。舞台は東京都大田区。
- 『ハナヤマタ』（2014年夏） - きらら系のよさこい漫画作品のアニメ版であるが、ガールズバンド「Need Cool Quality」が登場し、その楽曲が作られた[40]。
- 『SHOW BY ROCK!!』[41]（第1期：2015年春、第2期：2016年秋） - サンリオの同名スマートフォン向けゲーム（後述）を原作としたアニメ。原作ゲームとアニメはどちらもガールズバンド「プラズマジカ」を主役としているが、アニメでは一部設定が異なり、人間界の主人公が原作ゲームをプレイ中に原作世界「サウンドワールド」（ミューモン界）へと迷い込んで「プラズマジカ」に参加する形となっている[42]。
  - 『SHOW BY ROCK!! ましゅまいれっしゅ!!』（2020年冬） - 新ガールズバンド「Mashumairesh!!」を主役としたオリジナルアニメ。同年行われたオンラインイベント「SHOW BY ROCK!! 3969 Festival 2020 〜6（ROCK）時間だょ♪全ロッカー集合!!〜」では声優によるリアルバンドライブも行われた[43]。またVRChat内で開催されているサンリオのバーチャルイベント「SANRIO Virtual Festival」では2024年現在もキャラクターパレードが行なわれている[44]。
  - 『SHOW BY ROCK!! STARS!!』（2021年冬） - オリジナルアニメ。同シリーズのオールスター物。
- 『BanG Dream!』[45]（第1期：2017年冬、第2期：2019年冬、第3期：2020年冬） - 月刊ブシロードで2015年2月号から2016年1月号まで連載されていた漫画『BanG_Dream! [星の鼓動]』および同誌でのイラスト連載を原作とするメディアミックス「BanG Dream!」のアニメ化作品であり、アニメでは漫画と同じく「キラキラドキドキ」をテーマとして学生ガールズバンド「Poppin'Party」を中心とした物語を展開している。舞台は都電荒川線沿線。「BanG Dream!」は2010年代後半のガールズバンドの火付け役となっており、「キャラクターとリアルライブがリンクする! 次世代のガールズバンド・プロジェクト」と銘打って、各キャラクターを担当する声優が実際にバンドを組み、定期的にライブを開催、2016年よりシングルCDをリリースしている。
  - 『BanG Dream! FILM LIVE』（2019年9月、2021年8月） - 「BanG Dream!」シリーズのバンドライブアニメ映画。
  - 『BanG Dream! Morfonication』（2022年7月） - ガールズバンド「Morfonica」を主役としたオリジナルアニメ。
  - 『BanG Dream! It's MyGO!!!!!』（2023年夏） - ガールズバンド「MyGO!!!!!」を主役としたアニメ作品。今までの「キラキラドキドキ」路線ではなく、よりシリアスなストーリーとなっている[46][47]。楽曲は青春パンク、メロコア系[48]。キャッチコピーは「迷子でもいい、迷子でも進め。」[49]。舞台は池袋[50]。ストーリーはアプリ版にも追加された。
    - 『BanG Dream! Ave Mujica』（2025年冬） - 上記の続編でガールズバンド「Ave Mujica」を主役としている。モチーフは人形[51]。更なる続編も決定されている[52]。
- 『天使の3P!』（2017年夏） - 蒼山サグのライトノベルおよび同作を原作とした漫画およびアニメ。主人公は男性なものの、物語は児童養護施設「リトルウイング」で結成された3Pガールズバンド「リヤン・ド・ファミユ」を中心としている。
- 『ぼっち・ざ・ろっく!』（第1期：2022年秋、第2期：時期不明） - はまじあき作のきらら系4コマ漫画および同作を原作とするきらら系アニメ。舞台は下北沢のライブハウスが中心となっており、そこで活動する学生ガールズバンド「結束バンド」を主役としている。キャッチコピーは「陰キャならロックをやれ!」[53]。アニメ化で人気となり、舞台となった下北沢のライブハウスには注意喚起が行われるほど多くのファンが押し寄せた[54]。
- 『ささやくように恋を唄う』（2024年春）[55] - 竹嶋えく作の百合漫画および同作を原作とする百合アニメ。高校が舞台。ガールズバンド「SSGIRLS」及び「ローレライ」が登場する。
- 『ガールズバンドクライ』（2024年春）[55] - 東映アニメーションによるオリジナルアニメ。ガールズバンド「トゲナシトゲアリ」を主役とする。キャッチコピーは「怒りも喜びも哀しさも全部ぶちこめ。」[56]。舞台は川崎[57]。楽曲はロキノン系とボカロ系のミックス[58]。トゲナシトゲアリはリアルバンドとしても活動しており、2025年には前述の「MyGO!!!!!」との対バンライブも行われた[59]。
- 『変人のサラダボウル』（2024年春） - 平坂読のライトノベルおよび同作を原作とした漫画およびアニメ。異世界人の現代転移物であり、そのうちの一人がガールズバンド「救世グラスホッパー」に参加する。
- 『ロックは淑女の嗜みでして』（2025年春）[60]

### ゲーム作品
- キラ☆キラ[61]シリーズ（2007年〜、OVERDRIVE） - OVERDRIVE作のアダルトゲーム。架空のバンド「第二文芸部」が登場する。第二文芸部は実際にCD・DVDをリリースしている。漫画化もされている。
- けいおん! 放課後ライブ!!（2010年、セガ） - PlayStation Portable向け。PlayStation 3に移植された HD Ver.も存在する。
- けいおん! 放課後リズムタイム（2013年、インデックス→セガ） - アーケードゲーム
  - けいおん!! 放課後リズムセレクション（2014年、セガ） - 同上。
- SHOW BY ROCK!!（2013年〜2019年、ギークス→エディア） - サンリオのスマートフォン向けゲームアプリであり、ミューモン（音楽生命体）で構成された多数のガールズバンドおよびボーイズバンドが登場する。
  - SHOW BY ROCK!! Fes A Live（2020年〜2022年、スクウェア・エニックス） - 上記の後継ゲームアプリ。
- Tokyo 7th シスターズ（2014年〜、DONUTS） - モバイル向け音楽ゲーム。アイドルが中心だが、ガールズバンド「4U」及び「The QUEEN of PURPLE」が登場する。4Uはリアルバンドとしても活動している[62]。
- バンドリ! ガールズバンドパーティ!（2017年〜、ブシロード） - メディアミックス『BanG Dream!』のモバイル向け音楽ゲーム。多数のガールズバンドが登場する。Nintendo Switchにも移植された。
- プロジェクトセカイ カラフルステージ! feat. 初音ミク（2020年〜、セガ） - モバイル向け音楽ゲーム。ガールズバンド「Leo/need」が登場する。ゲーム内でライブイベントも行われている[63]。
- ヘブンバーンズレッド（2022年〜、WFS） - モバイル及びPC向けの運営型ゲーム。ラウドロックガールズバンド「She is Legend」が登場する。

#### アーケード音楽ゲームに登場するガールズバンド
- ひなビタ♪（2012年〜）・バンめし♪（2018年〜） - コナミデジタルエンタテインメントのアーケード音楽ゲーム「BEMANIシリーズ」に登場するガールズバンド。2019年には「ひなビタ♪バンめし♪チャンネル」が開設されて 『あのね!』としてWebアニメ化され[64]、2023年にはその続編のWebアニメ「あのね!2.0」が登場した[65]。
- イロドリミドリ（2015年〜） - セガのアーケード音楽ゲーム「チュウニズム」に登場するガールズバンド。2022年冬には同名でショートアニメ化された。

### その他
- サイダースファンクラブ[66] - 小坂俊史作の4コマ漫画。
- PLAY![67] - 花見沢Q太郎作の漫画。
- なでしこドレミソラ - きらら系漫画。和楽器ガールズバンド物。
- こもりクインテット!  - 電撃系漫画。ドラム担当が主人公の弦楽四重奏+ドラムのバンドユニット物[68]。
- けいおん! Shuffle - 前述のきらら系漫画『けいおん!』の新シリーズであり、ドラム担当を主人公としている[69]。
- ガールズフィスト!!!! - 『電撃PlayStation』付録『月刊デンプレコミック』で連載されていた[70]。声優バンド「南松本高校パンクロック同好会」も結成されている[70]。2024年5月より『ガールズフィスト!!!! GT』がYouTube上でショートアニメ化されている[71]。
- 私の愛した花の名は。 - インターネットラジオ局「超!A&G+」で放送されていた『私花。らじお!』内のボイスドラマ[72]。4コマ漫画が『アニメディア』に連載されていた[72]。声優バンド「PsȳChē」も結成されていた[72]。
- 飛び立つ君の背を見上げる - 『響け! ユーフォニアム』のスピンオフ。主人公はガールズバンド「さよならアントワープブルー」を組む。
- サムライブクインダム - 武将の憑依もの[73]。特番がTOKYO MXで放送された[74]。
- ふつうの軽音部[75]